# Monatshefte für Mathematik

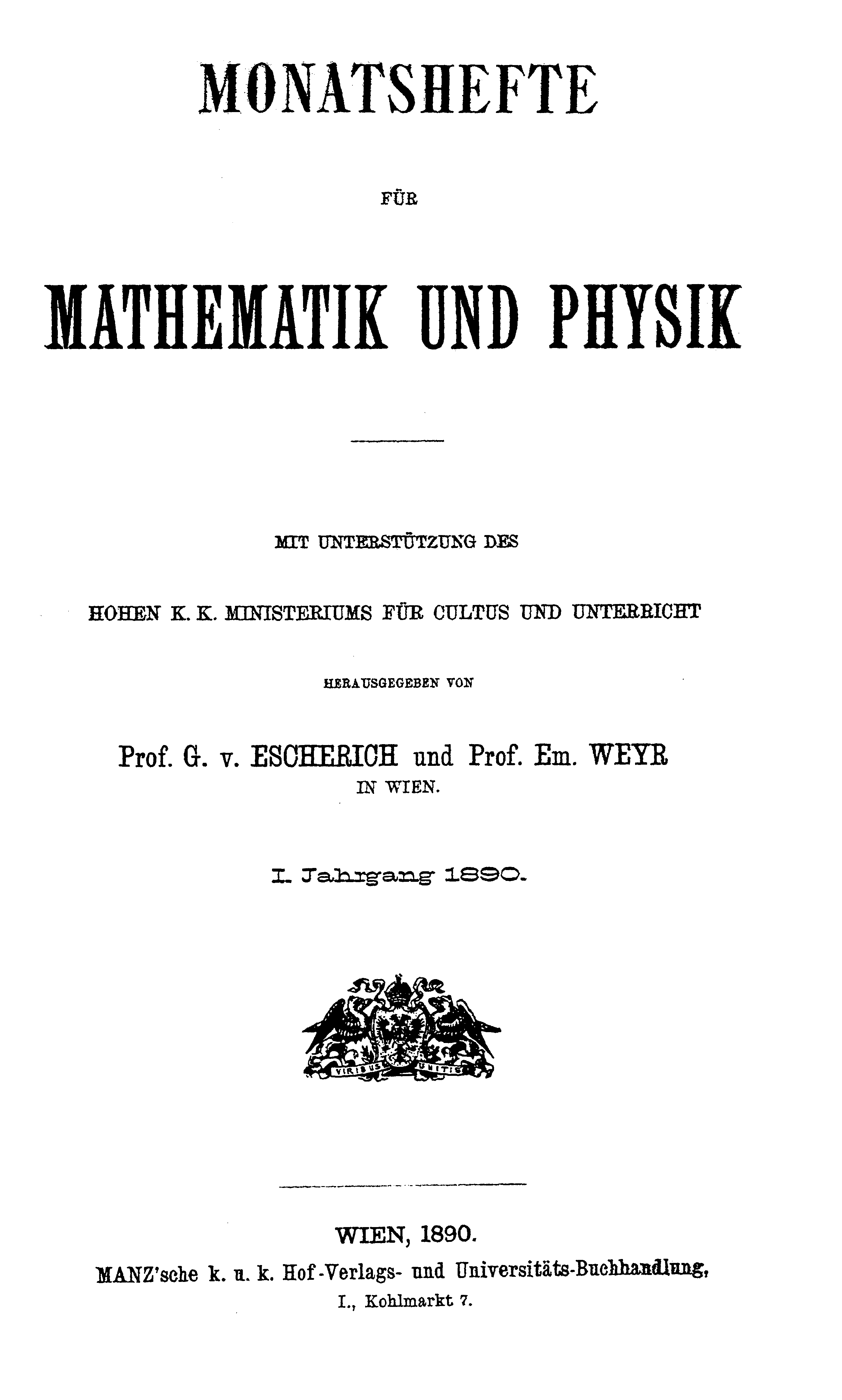

Monatshefte für Mathematik ist eine Fachzeitschrift für das gesamte Spektrum der Mathematik. Sie erscheint im Springer-Verlag.
Die Monatshefte für Mathematik wurden 1890 von Gustav von Escherich und Emil Weyr als Monatshefte für Mathematik und Physik gegründet und erschienen bis 1944. Im Jahr 1947 wurden sie von Johann Radon als Monatshefte für Mathematik neu gegründet und erscheinen seit 1948 unter diesem Namen beim Springer-Verlag. Die Monatshefte werden von der Österreichischen Mathematischen Gesellschaft mit dem Springer-Verlag herausgegeben.
Derzeitiger Chefredakteur ist Adrian Constantin.
Der Impact Factor der Zeitschrift lag im Jahr 2012 bei 0,698. In der Statistik des Science Citation Index belegte sie damit Rang 98 von 295 Journals in der Kategorie Mathematik.
Unter anderem erschien in den Monatsheften der berühmte Gödelsche Unvollständigkeitssatz (Band 38 (1931), S. 173 ff).